# Linia kolejowa Strakonice – Volary
Linia kolejowa Strakonice – Volary (Linia kolejowa nr 198 (Czechy)) – jednotorowa, regionalna i niezelektryfikowana linia kolejowa w Czechach. Łączy stację Strakonice i Volary. Przebiega w całości przez terytorium kraju południowoczeskiego.